# Gubernia ingermanlandzka

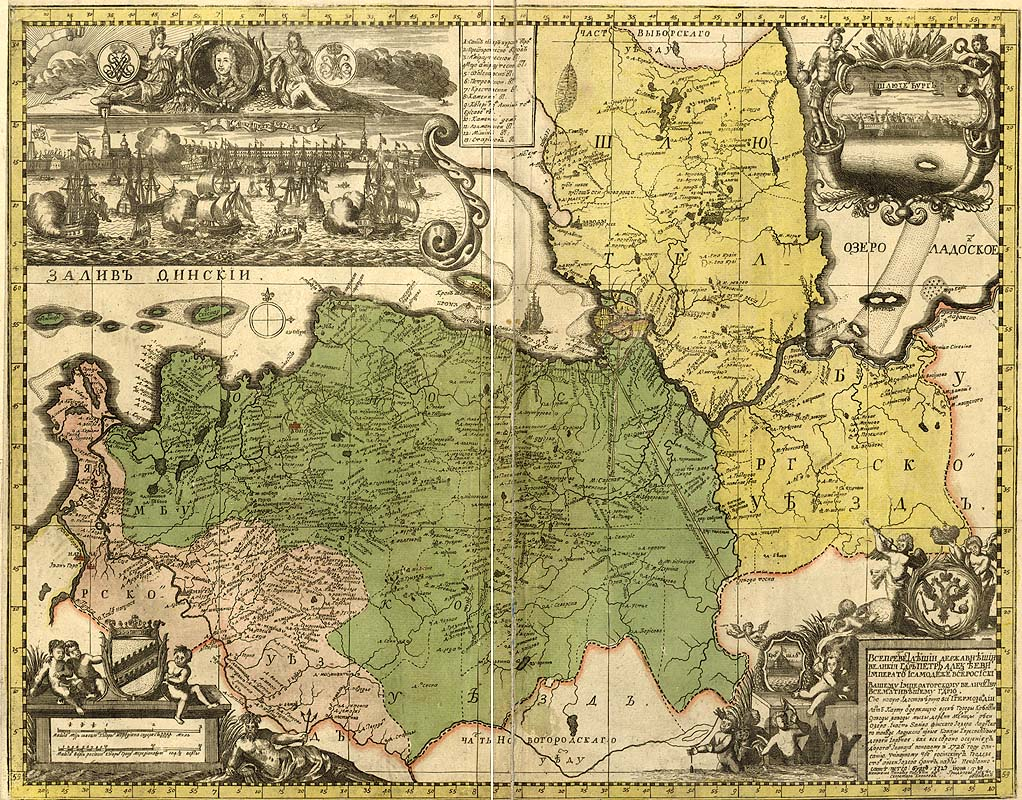
Ingermanlandia w początkach XVIII w

Gubernia ingermanlandzka (ros. Ингерманландская губерния) – historyczna jednostka administracyjna Rosji, gubernia ze stolicą w Szlisselburgu, obejmująca tereny położone nad Zatoka Fińską. 
Nazwa pochodzi od Ingrii, po rosyjsku określanej dawniej jako Ziemia Iżorska (ros. Ижорская земля) lub Iżora (ros. Ижора), a wówczas od szwedzkiego „Ingermanland” nazwanej Ingermanlandią (ros. Ингерманландия). Oprócz terenów Ingrii gubernia obejmowała także Narwę, część Karelii z Ołońcem i obszary historycznej Rusi Nowogrodzkiej z Nowogrodem Wielkim, Starą Russą, Ładogą, Pskowem, Gdowem i Izborskiem, Twer, Jarosław, Uglicz.
Administracją guberni kierował generał-gubernator Ingermanlandii, którym był Aleksandr Mienszykow (herzog iżorski), mianowany na to stanowisko przez cara Piotra I po uzyskaniu Ingrii od Szwecji w 1703 roku. Już wtedy zorganizowano administrację Ziemi Ingermanlandzkiej (ros. Ингерманландская земля), choć formalnie gubernia została utworzona dopiero w 1708 r. jako jedna z ośmiu, na które podzielono całe ówczesne Imperium Rosyjskie (gubernia ingermanlandzka, archangielska, azowska, kazańska, kijowska, moskiewska, smoleńska, syberyjska). 
Gubernia dzieliła się na 29 dystryktów. Istniała bardzo krótko – w związku z rozwojem nowego miasta nad Newą już 1710 r. została przekształcona w gubernię petersburską (ros. Санкт-Петербургская губерния) ze stolicą w Petersburgu, gdzie przeniesiono ze Szlisselburga kancelarię gubernialną z aparatem urzędniczym.